# Pazziové

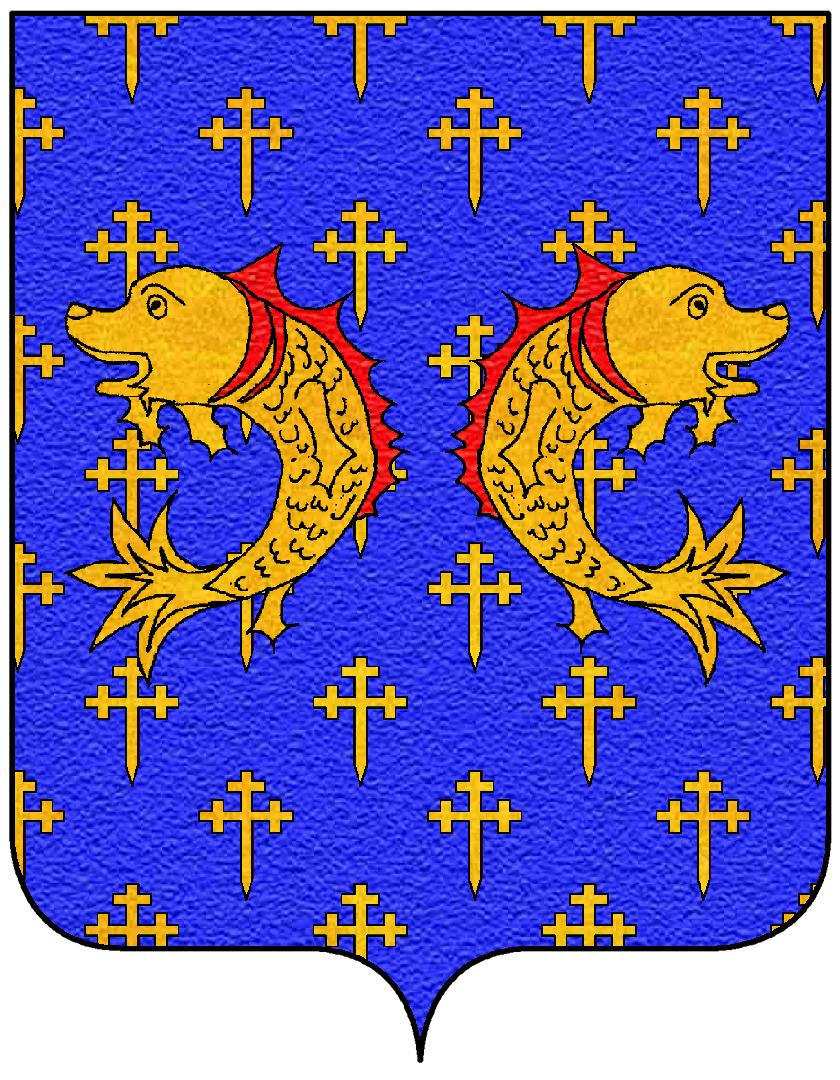
Erb Pazziů

Pazziové (italsky Pazzi) byli florentský patricijský rod, který svůj majetek získal v oblasti bankovnictví. Nejznámější jsou jako vůdci neúspěšného spiknutí Pazziů roku 1478, které mělo svrhnout vládu Medicejů nad Florencií. Po porážce puče byli Pazziové v čele s hlavou rodu, jíž byl Jacopo de’ Pazzi, přísně potrestáni a ti, kteří unikli popravě, vyhnáni. Rodovou kapli Pazziů v kostele sv. Kříže navrhl Filippo Brunelleschi a představuje vynikající ukázku renesanční chrámové architektury. Z rodu Pazziů pocházela karmelitánka Maria Magdalena Pazziová (1566–1607), uctívaná jako světice.